# ميخائيل بارلو
ميخائيل بارلو (بالإنجليزية: Michael Barlow)‏ هو لاعب كرة قدم أسترالية وكاتب سيناريو أسترالي، ولد في 18 ديسمبر 1987 في شيبارتون في أستراليا.

## وصلات خارجية
- ميخائيل بارلو على موقع AustralianFootball.com (الإنجليزية)
- ميخائيل بارلو على موقع AFLtables.com (الإنجليزية)